# 鱼篮柯
鱼篮柯（学名：Lithocarpus cyrtocarpus）是壳斗科柯属的植物。分布于越南东北部以及中国大陆的广东等地，生长于海拔400米至900米的地区，一般生于山地常绿阔叶林中。

## 别名
老鼠兀（广东） 铜针树（广西）